# Martin Brest
Martin Brest (n. 8 august 1951) este un regizor de film, scenarist și producător american.

## Filmografie
- Cursa de la miezul nopții (1988)